# Дельгадо, Хосе Матиас
Хосе́ Мати́ас Дельга́до-и-де Лео́н  (исп. José Matías Delgado y León, 24 февраля 1767 — 12 ноября 1832) — сальвадорский священник и доктор теологии, известен как El Padre de la Patria Salvadoreña (Отец сальвадорского отечества). Был лидером национально-освободительного движения Сальвадора, боровшегося с властью Испании. С 28 ноября 1821 по 9 февраля 1823 гг. занимал пост председателя Центральноамериканского учредительного съезда, который собирался в Гватемале.

## Ранние годы
Дельгадо изучал римское право, каноническое право и теологию в Гватемале в Семинарии Тридентино (Tridentino Seminary), докторскую степень получил в университете Сан-Карлос. Был рукоположен в сан священника и возвратился в Сальвадор, где с 12 августа 1797 года был архиепископским викарием Сан-Сальвадора. Интенсивно занимался пастырской работой. В 1808 году благодаря ему была начата реконструкция старой Приходской Церкви Сан-Сальвадора (сегодня известна под названием Церковь Эль-Розарио). Строительные были завершены через десять лет после их начала.

## Участие в национально-освободительном движении
В Сан-Сальвадоре Дельгадо стал лидером движения за независимость. 5 ноября 1811 года вместе со своим племянником, Мануэлем Хосе Арсе, он был одним из первых, кто напечатал прокламацию о независимости. В тот же день он, по некоторым словам, звонил в колокола Церкви Ла Мерсед, призывая народ к восстанию. Мятеж начался с конфискации трёх тысяч ружей и казны из королевского казначейства. Интендант провинции, Гутьеррес де Ульоа, был смещён вместе с большинством правительственных служащих.
Восставшие держали управление в своих руках около месяца, до тех пор, пока королевская власть не была восстановлена в центральноамериканских странах начиная с Гватемалы. Братья Дельгадо, Хуан и Мигель, также были участниками движения за независимость.
В 1813 году Дельгадо был избран председателем от провинции в совете Гватемалы. Там же он стал ректором Семинарии Тридентино. Во время второго восстания в 1814 году он находился за рубежом и не принимал в нём участия.
Был вновь избран председателем в 1820 году. 15 сентября 1821 Дельгадо был среди тех, кто подписал Акт о независимости Центральной Америки. 28 ноября 1821 года стал главой провинции Сан-Сальвадор.

## На посту главы государства

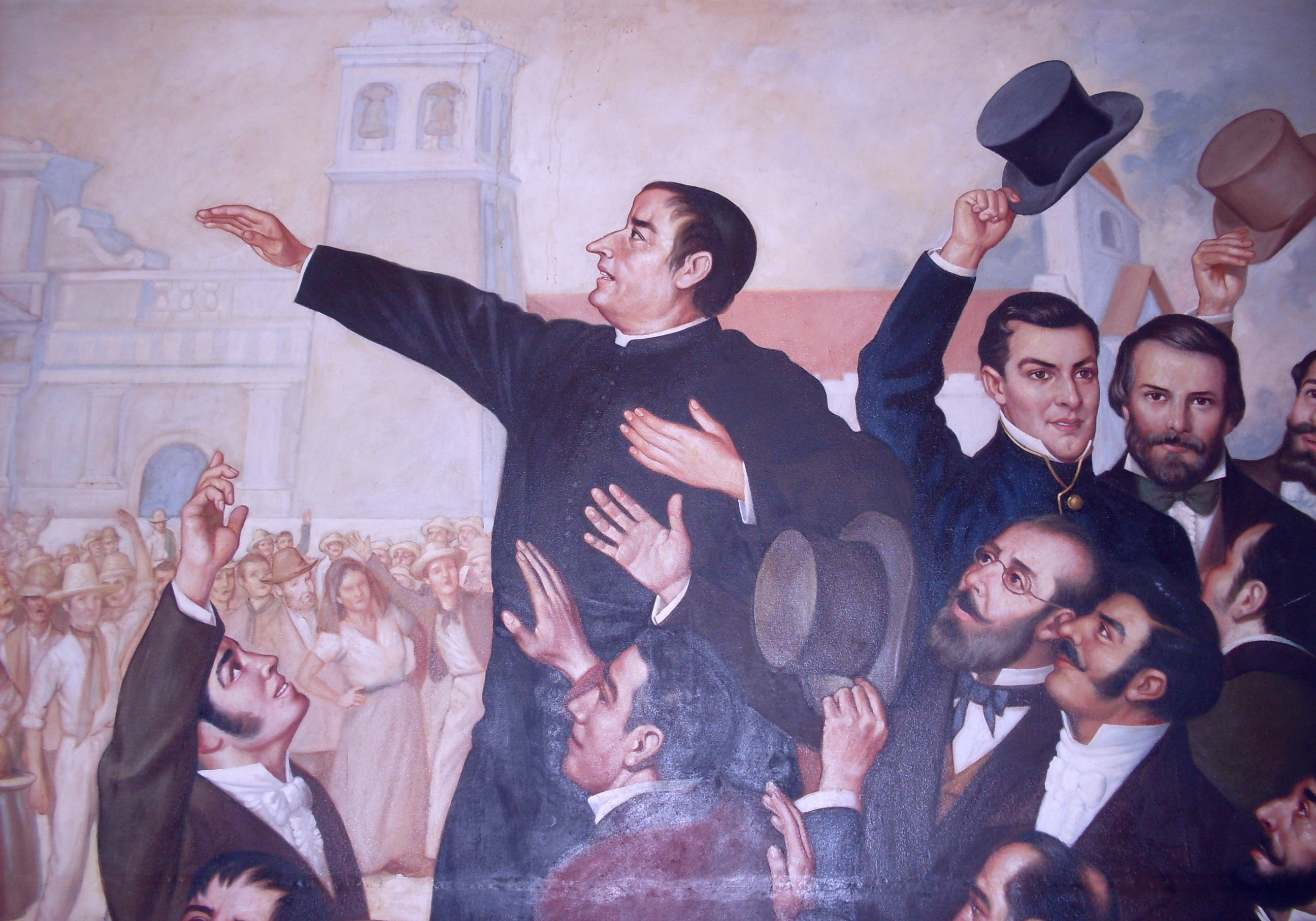
Хосе Матиас Дельгадо на картине «Первый крик независимости» чилийца Luis Vergara Ahumada.

Когда правительственная хунта Центральной Америки проголосовала за вхождение в состав Мексиканской империи 5 января 1822 года, Дельгадо и многие другие сальвадорцы возражали против этого. 11 января 1822 г. городское правительство под руководством падре Дельгадо, а также множество различных представителей общественности опротестовали решение хунты. В этот же день правительство провинции Сан-Сальвадор объявило об отделении от Гватемалы, чтобы сохранить независимость от Мексики.
В апреле 1822 года, полковник Мануэль Арсу, командующий войсками Гватемалы, занял сальвадорские города Санта-Ана и Сонсонате. 3 июня Арсу вошёл в Сан-Сальвадор и пробился к Plaza Major (главная площадь города). Девять часов сражения обернулись большими потерями для обеих сторон, множество домов были сожжены и разграблены, однако гватемальцы были вынуждены отступить. Полковник Мануэль Хосе Арсе, племянник Дельгадо, был одним из командующих защитниками. 6 июня войска Сальвадора вновь заняли город Санта-Ана, а затем — Ауачапан и Сонсонате.
2 декабря 1822 года, из-за боязни повторного вторжения гватемальцев, правительство Сальвадора официально попросило США о вхождении в состав страны на правах штата. Для переговоров была послана дипломатическая делегация.
В тот же месяц, бригадир Висенте Филисола, он же капитан-генерал Гватемалы (в то время — часть Мексиканской империи), отправился в поход на Сан-Сальвадор. Его войска вошли в город 9 февраля. Он объявил о неприкосновенности жизни живущих здесь людей и их собственности, но также и об аннексии провинции Мексикой. Правительство Дельгадо было свергнуто.

## Последние годы жизни
После свержения императора Мексики, Августина I, в 1823 году, Центральная Америка объявила о своей независимости. Дельгадо был избран представителем учредительного съезда Федеративной Республики Центральной Америки. Члены съезда заседали в городе Гватемала начиная с 24 июня 1823 г., и Дельгадо стал генеральным председателем.
5 мая 1824 года Хосе Дельгадо был назначен гражданскими властями первым епископом Сан-Сальвадора, без получения одобрения со стороны католической церкви. После этого он оказался втянут в серьёзный и продолжительный конфликт с Архиепископом Гватемалы и самим Ватиканом, который продолжался до самой его смерти.
В 1824 году Дельгадо приобрёл на бюджетные средства печатный станок, который перевёз в Сальвадор. На нём была напечатана первая сальвадорская газета, El Semanario Político Mercantil, первый выпуск которой вышел в печать 31 июля 1824 г.
Дельгадо умер 12 ноября 1832 года в Сан-Сальвадоре. Во время траурной процессии многочисленные скорбящие забросали его гроб лепестками роз. Тело было захоронено в церкви Эль-Розарио.

## Наследие
22 января 1833 года Национальное Собрание объявило его Benemérito de la Patria (национальным героем).
Сальвадорский юрист, педагог и журналист Рафаэль Рейес опубликовал первое биографическое исследование личности Хосе Матиаса Дельгадо в декабре 1878 года.
Высшая государственная награда Сальвадора носит имя Хосе Матиаса Дельгадо — Национальный орден Хосе Матиаса Дельгадо
В честь Дельгадо был назван университет, который был основан в 15 сентября 1977 года в одном из пригородов Сан-Сальвадора.
Национальная Ассамблея Сальвадора однажды заказала масляный портрет Дельгадо, с которого позднее была сделана литография А. Демарестом в Нью-Йорке. Мраморный бюст был установлен на площади Avenida Inependencia в Сан-Сальвадоре в 1902 году. Другая статуя была установлена на пожертвования, собранные немецкими, австрийскими и швейцарскими жителями страны 14 сентября 1913 года. Эта статуя располагалась в Parque Arce, но была разрушена 10 октября 1986 года в результате землетрясения. Ещё одна статуя находится на территории университета, названного в его честь.